# Graciella epipleuralis
Graciella epipleuralis är en skalbaggsart som först beskrevs av Stefan von Breuning 1950.  Graciella epipleuralis ingår i släktet Graciella och familjen långhorningar. Inga underarter finns listade i Catalogue of Life.